# Germaine Haye
Pour les articles homonymes, voir Haye.
Germaine Haye, née Germaine Joséphine Adèle Germain le 10 octobre 1888 à Longny-au-Perche (Orne) et morte le 18 avril 2002 à Mortagne-au-Perche (Orne), est une supercentenaire française. Elle fut la doyenne de France du 6 juin 2001 à sa mort et doyenne des Européens du 27 octobre 2001 à sa mort. Enseignante puis mère au foyer de trois filles, elle avait écrit et publié de nombreux poèmes sous le pseudonyme d'Anne Moranget (anagramme de Mortagne).